# Betty Boop's Little Pal
Betty Boop's Little Pal es un corto de animación estadounidense de 1934, de la serie de Betty Boop. Fue producido por los estudios Fleischer y distribuido por Paramount Pictures. En él aparecen Betty Boop y, por primera vez, Pudgy su mascota canina.

## Argumento
Betty Boop y su perrito Pudgy disfrutan de un agradable pícnic en el campo. En determinado momento, Pudgy se porta mal y es castigado por Betty de vuelta a casa. Por el camino es atrapado por la perrera y Betty deberá ir en su ayuda.

## Producción
Betty Boop's Little Pal es la trigésima segunda entrega de la serie de Betty Boop y fue estrenada el 21 de septiembre de 1934.

## Disponibilidad en video
Este corto aparece en la recopilación de 1989 en VHS: Betty Boop and Pudgy Volume 2 (reedición coloreada en 1972).